# Eereteeken voor scherpschutters 1e klasse
Het Eereteeken voor scherpschutters 1e klasse was een Nederlandse onderscheiding die slechts korte tijd, van 1910 tot 1927, heeft bestaan. Koningin Wilhelmina der Nederlanden heeft het Eereteken op 25 januari 1910 in een Koninklijk Besluit ingesteld om de oefening in het scherpschieten te bevorderen.
Alle militairen die de graad van scherpschutter 1e klasse hadden behaald kregen een decoratie in de vorm van een achthoekige medaille die breder is dan hoog. De voorzijde laat twee gekruiste geweren onder een door een beugelkroon gedekt monogram "W" voor Wilhelmina zien. Daarachter is een schietschijf afgebeeld binnen een krans van eikenloof. De schietschijf wordt door een bliksemschicht in de roos geraakt. De medaille is met een ornament in de vorm van een gevulde patroonhouder zoals infanteristen die gebruiken bevestigd aan een blauw lint.

De keerzijde van de medaille is vlak.

Medaille en bevestiging zijn gemaakt van Berlijns zilver, een goedkope zilverkleurige alliage en is en is 35 bij 28 millimeter groot. Het lint is 38 millimeter breed.
In een Koninklijk Besluit van 29 oktober 1927 werd het ereteken weer afgeschaft.